# Odaxothrissa ansorgii
Odaxothrissa ansorgii är en fiskart som beskrevs av Boulenger, 1910. Odaxothrissa ansorgii ingår i släktet Odaxothrissa och familjen sillfiskar. IUCN kategoriserar arten globalt som livskraftig. Inga underarter finns listade i Catalogue of Life.